# Uwe Kanning
Uwe Peter Kanning (* 5. März 1966) ist ein deutscher Psychologe.

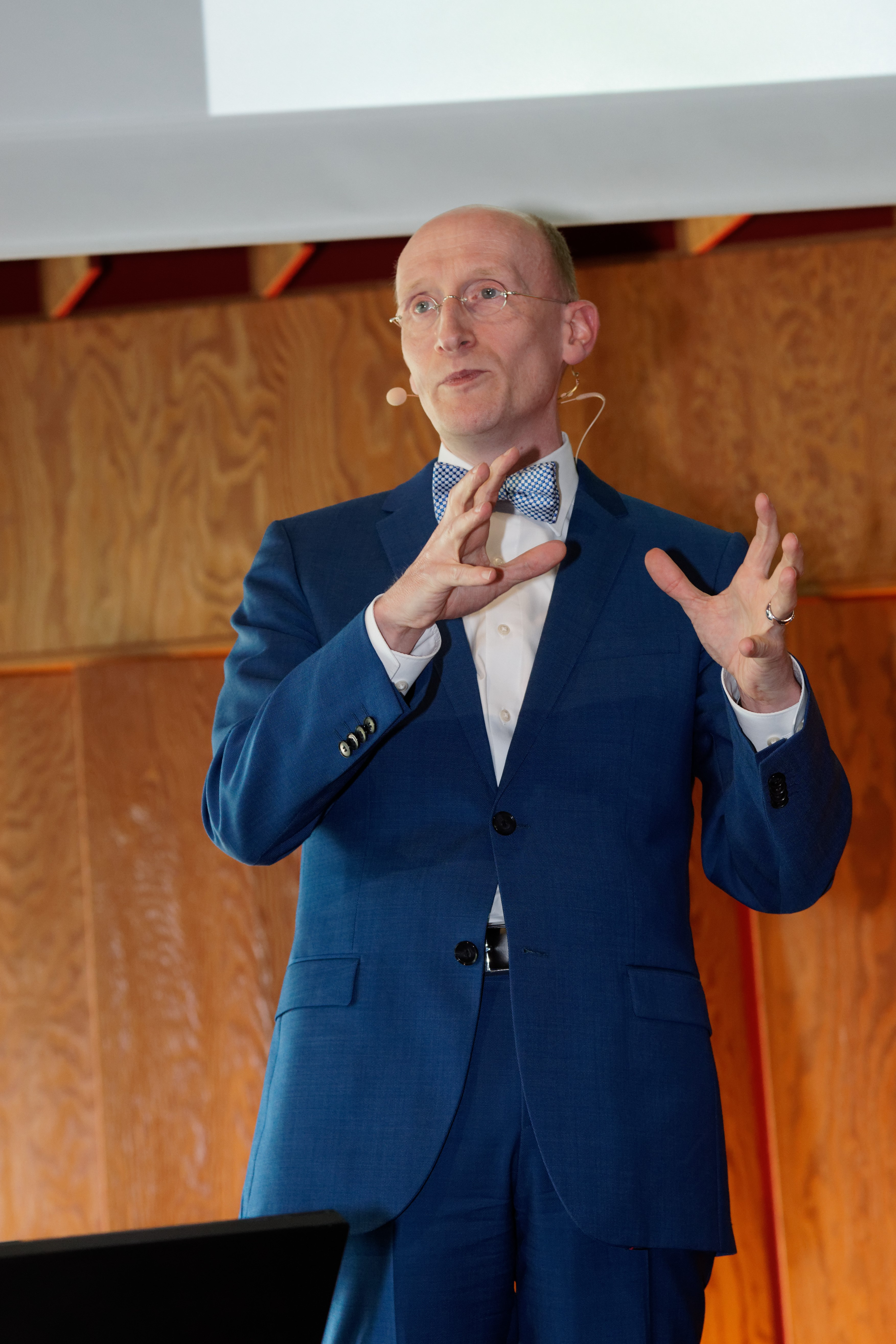
Uwe Kanning (2018)

## Leben
Nach seinem Abitur 1985 am Albert-Einstein-Gymnasium in Duisburg studierte er Psychologie, Pädagogik und Soziologie in Münster und Canterbury.
1993 erhielt er sein Diplom in Psychologie, 1997 wurde er zum Dr. phil. promoviert.
Von 1997 bis 2009 war Kanning wissenschaftlicher Mitarbeiter und Projektleiter in einer universitätseigenen Unternehmensberatung der Westfälischen Wilhelms-Universität Münster. 2007 habilitierte er sich für das Fach Psychologie.
Seit 2009 ist er an der Hochschule Osnabrück Professor für Wirtschaftspsychologie.

## Wirken
Kanning ist Personaldiagnostikexperte und hat sich um die Aufklärung über Pseudowissenschaften in der Personalauswahl und im Personalmanagement verdient gemacht. Er setzt sich auch für evidenzbasiertes Personalmanagement ein. Der Transfer von der Theorie in die Praxis ist ebenfalls ein Schwerpunkt seiner Aktivitäten. Dazu gehören Themen wie Führung, Personalauswahl, Soziale Kompetenz, Personalentwicklung und Eignungsdiagnostik. Er beschäftigt sich auch aus wissenschaftlicher Sicht kritisch mit umstrittenen Verfahren und Methoden wie Sprachanalyse bzw. Computertechnologie im Personalmanagement, Graphologie, Neurolinguistische Programmierung, Schädeldeutung, Physiognomik und Coaching.

## Auszeichnungen
- Professor des Jahres 2016[12][13]
- Wahl in den Kreis der 40 führenden Köpfe des Personalmagazins[14]

## Bücher
- U. P. Kanning: Selbstwertdienliches Verhalten und soziale Konflikte. Waxmann, Münster 1997.
- U. P. Kanning: Die Psychologie der Personenbeurteilung. Hogrefe, Göttingen 1999.
- U. P. Kanning: Diagnostik sozialer Kompetenzen. Hogrefe, Göttingen 2003.
- U. P. Kanning: Standards der Personaldiagnostik. Hogrefe, Göttingen 2004.
- U. P. Kanning, H. Holling (Hrsg.): Handbuch personaldiagnostischer Instrumente. Hogrefe, Göttingen 2004.
- U. P. Kanning: Wie Sie garantiert nicht erfolgreich werden! Dem Phänomen der Erfolgsgurus auf der Spur. Pabst, Lengerich 2007.
- U. P. Kanning: Von Schädeldeutern und anderen Scharlatanen: Unseriöse Methoden der Psychodiagnostik. Pabst, Lengerich 2010.
- U. P. Kanning, L. v. Rosenstiel, H. Schuler (Hrsg.): Jenseits des Elfenbeinturms: Psychologie als nützliche Wissenschaft. Vandenhoeck, Ruprecht, Göttingen 2010.
- U. P. Kanning: Graphologie, Schädeldeutung – Wissenschaft oder Pseudowissenschaft? Akademie Klausenhof, Bocholt 2011.
- U. P. Kanning: Personalentwicklung zwischen Chance und Realität. Arbeitstagung Personalentwicklung und Fortbildungskonzepte. DBB Akademie, München 2011.
- U. P. Kanning, T. Staufenbiel: Organisationspsychologie, Hogrefe, Göttingen 2012.
- U. P. Kanning: Wenn Manager auf Bäume klettern: Mythen der Personalentwicklung und Weiterbildung. Pabst, Lengerich 2013.
- U. P. Kanning: Inventar zur Messung sozialer Kompetenzen in Selbst- und Fremdbild (ISK-360°). Hogrefe, Göttingen 2014.
- H. Schuler, U. P. Kanning (Hrsg.): Lehrbuch der Personalpsychologie. 3. Auflage. Hogrefe, Göttingen 2014.
- U. P. Kanning: Personalauswahl zwischen Anspruch und Wirklichkeit. Eine wirtschaftspsychologische Analyse. Springer 2015.
- U. P. Kanning: Personalmarketing, Employer Branding und Mitarbeiterbindung – Forschungsbefunde und Praxistipps aus der Personalpsychologie. Springer, Berlin 2017.
- U. P. Kanning: 50 Strategien, die falschen Mitarbeiter zu finden... und wie Sie es besser machen können. Beltz, Weinheim 2017.
- U. P. Kanning: Crashkurs Personalpsychologie: Organisations- und arbeitspsychologische Grundlagen für die Praxis. Haufe, Freiburg 2021.

## Buchbeiträge und (Zeitschriften-)Artikel
- U. P. Kanning, A. Mummendey: Soziale Vergleichsprozesse und die Bewältigung „negativer sozialer Identität“: Eine Feldstudie in Ostdeutschland. In: Zeitschrift für Sozialpsychologie. 24, 1993, S. 211–217.
- U. P. Kanning, K. Klinge: Wenn zu viel Wissen in der Personalauswahl zum Problem wird – Wie Vorinformationen über Bewerber die Bewertung im Assessment-Center verzerren können. In: Personalführung. 3, 2005, S. 64–67.
- U. P. Kanning, K. Grewe, S. Hollenberg, M. Hadouche: From the subjects’ point of view: Reactions to different types of situational judgement items. European. In: Journal of Psychological Assessment. 22, 2006, S. 168–176.
- U. P. Kanning, J. Pöttker, P. Gelléri: Assessment-Center Praxis in deutschen Großunternehmen – Ein Vergleich zwischen wissenschaftlichem Anspruch und Realität. In: Zeitschrift für Arbeits- und Organisationspsychologie. 51, 2007, S. 155–167.
- U. P. Kanning: Psycho-Physiognomik – Renaissance einer gefährlichen Pseudowissenschaft. In: Wirtschaftspsychologie aktuell. 14 (1), 2007, S. 59–61.
- H. Holling, U. P. Kanning: Theorien der Organisationspsychologie. In: H. Schuler (Hrsg.): Lehrbuch Organisationspsychologie. 4. Auflage. Huber, Bern 2007, S. 59–87.
- U. P. Kanning: Wie Sie garantiert nicht erfolgreich werden. In: Psychologie Heute. 35, 11, 2008, S. 68–71.
- U. P. Kanning, J. Schmalbrock, S. Wild: Instrumente des Hochschulmarketings aus Sicht von Studierenden. In: Zeitschrift für Personalpsychologie. 8, 2009, S. 147–153.
- U. P. Kanning: Schädeldeutung, Co.: Absurde Methoden der Psychodiagnostik. In: Skeptiker. 3, 2010, S. 112–119.
- U. P. Kanning: Praxisbezogene Lehre in der Arbeits- und Organisationspsychologie. In: U. P. Kanning, L. v. Rosenstiel, H. Schuler (Hrsg.): Jenseits des Elfenbeinturms: Psychologie als nützliche Wissenschaft. Vandenhoeck, Ruprecht, Göttingen 2010, S. 155–167.
- U. P. Kanning, M. T. Thielsch, T. Brandenburg: Strategien zur Untersuchung des Wissenschafts-Praxis-Transfers. In: Zeitschrift für Arbeits- und Organisationspsychologie. 55, 2011, S. 153–157.
- U. P. Kanning: Förderung der wissenschaftlich fundierten Personaldiagnostik in der Praxis. In: P. Gelléri, C. Winter (Hrsg.): Potentiale der Personalpsychologie. Hogrefe, Göttingen 2011, S. 71–79.
- U. P. Kanning: Diagnostik zwischen Inkompetenz und Scharlatanerie: Phänomen, Ursachen, Perspektiven. In: Report Psychologie. 3, 2012, S. 100–113.
- U. P. Kanning: Was sagt die Kopfform eines Menschen über seine Persönlichkeit aus? Neuere Studien der Evolutionspsychologie und ihre (Ir-)Relevanz für die alten Lehren der Psycho-Physiognomik. In: Skeptiker. 2/2012, S. 52–58.
- U. P. Kanning: Formalisierte Verfahren für Anforderungsanalysen. In: W. Sarges (Hrsg.): Managementdiagnostik. Hogrefe, Göttingen 2013, S. 177–184.
- U. P. Kanning: Situational Judgement Tests. In: W. Sarges (Hrsg.): Managementdiagnostik. Hogrefe, Göttingen 2013, S. 637–642.
- U. P. Kanning: Geeignete und absurde indirekte Verfahren. In: W. Sarges (Hrsg.): Managementdiagnostik. Hogrefe, Göttingen 2013, S. 762–770.
- F. Frank, U. P. Kanning: Lücken im Lebenslauf – Ein valides Kriterium der Personalauswahl? In: Zeitschrift für Arbeits- und Organisationspsychologie. 58, 2014, S. 155–162.
- U. P. Kanning: Mythos NLP. In: Skeptiker. 3, 2014, S. 118–127.
- U. P. Kanning, M. Horenburg: Social Competence – An Overview of Contemporary Research and Practice. Social perception and cross-cultural communication – psychological aspects. In: Journal of Psychology. 19, 2014, S. 141–152.
- U. P. Kanning: Pferdegestützte Trainings – Kreative Managerbespaßung der besonderen Art. In: Coaching Magazin. 4, 2014, S. 44–46.
- U. P. Kanning, J. Woike: Sichtung von Bewerbungsunterlagen: Ist soziales Engagement ein valider Indikator sozialer Kompetenzen? In: Zeitschrift für Arbeits- und Organisationspsychologie. 59, 2015, S. 1–15.
- U. P. Kanning: Auswahl von Führungskräften. In: J. Felfe (Hrsg.): Trends der psychologischen Führungsforschung. Hogrefe, Göttingen 2015, S. 407–416.
- U. P. Kanning: Stichwörter: Neurolinguistisches Programmieren, Inventar sozialer Kompetenzen. In: F. Petermann, G. Gründer, M. A. Wirtz, J. Strohmer (Hrsg.): Dorsch Lexikon der Psychotherapie und Psychopharmakotherapie. Hogrefe, Göttingen 2015.
- U. P. Kanning: Valenz-Instrumentalitäts-Erwartungs-Theorie. In: M. Galliker, U. Wolfradt (Hrsg.): Kompendium psychologischer Theorien. Suhrkamp, Berlin 2015, S. 517–520.
- U. P. Kanning: Face-Reading – Eine Pseudowissenschaft im Aufwind. In: Wirtschaftspsychologie aktuell. Nr. 2, 2017, S. 9–12.
- U. P. Kanning: Der Big Data Bluff. In: Personalmagazin. 8, 2017, S. 58–61.
- U. P. Kanning: Inventar sozialer Kompetenzen (ISK/ISK-360°). In: J. Erpenbeck, L. v. Rosenstiel, S. Grote, W. Sauter (Hrsg.): Handbuch Kompetenzmessung. Schäffer Poeschel, Stuttgart 2017, S. 318–325.
- U. P. Kanning: Computertechnologie in der Personalauswahl – Zwischen Hoffen und Bangen. In: Skeptiker – Zeitschrift für Wissenschaft und kritisches Denken. 2017, S. 168–173.

## Messinstrumente
- U. P. Kanning: Inventar sozialer Kompetenzen (ISK/ISK-K). Hogrefe, Göttingen 2009.
- U. P. Kanning, C. Herrmann, W. Böttcher: Feedbackinventar zur berufsbezogenen Erstorientierung für Lehramtsstudierende (FIBEL). Hogrefe, Göttingen 2011.
- U. P. Kanning: Inventar zur Messung der Glaubwürdigkeit in der Personalauswahl (IGIP). Hogrefe, Göttingen 2011.
- U. P. Kanning: Inventar zur Messung sozialer Kompetenzen in Selbst- und Fremdbild (ISK-360°). Hogrefe, Göttingen 2014.
- U. P. Kanning: Inventar zur Erfassung von Arbeitsmotiven (IEA). Hogrefe, Göttingen 2016.